# Mesoleius saami
Mesoleius saami là một loài tò vò trong họ Ichneumonidae.